# Parque nacional de Pha Daeng
El parque nacional de Pha Daeng (en tailandés, อุทยานแห่งชาติผาแดง) es un área protegida del norte de Tailandia, dentro de la provincia de Chiang Mai. Se extiende por una superficie total de 1.155 kilómetros cuadrados de las regiones montañosas de Doi Chiang Dao y Pha Daeng de la cordillera Daen Lao, al norte de la cordillera Thanon Thong Chai, cerca de la frontera con Birmania. La cumbre más alta, Doi Puk Phakka, alcanza los 1.794 m s. n. m.
Fue declarado el 2 de noviembre de 2000. Anteriormente fue conocido como parque nacional de Chiang Dao.